# Dong Bin
Dong Bin (né le 22 novembre 1988 à Changsha) est un athlète chinois, spécialiste du triple saut.

## Biographie
Son record initial en salle est de 17,01 m, saut qui lui a permis de confirmer son titre de champion d'Asie en salle à Hangzhou en 2012, après celui de 2010 à Téhéran avec le record des championnats.
Le 19 mars 2016, Dong Bin, en parfait favori, est sacré champion du monde lors des championnats du monde en salle de Portland avec un saut à 17,33 m et confirme sa domination de la saison hivernale. C'est sa première médaille mondiale sénior et devient à cette occasion le premier Chinois titré dans cette épreuve.
Le 18 mai, à Pékin, le Chinois améliore d'un centimètre la meilleure performance mondiale de l'année de l'Américain Christian Taylor (17,23 m), en réalisant 17,24 m,,. En août, Bin remporte la médaille de bronze des Jeux olympiques de Rio avec un saut à 17,58 m, à seulement un centimètre du record d'Asie de son compatriote Li Yanxi de 2009. Il est devancé sur le podium par les Américains Christian Taylor (17,86 m) et Will Claye (17,76 m).
Quelques jours avant le début des championnats du monde de Londres, du 4 au 13 août 2017, Dong Bin est contraint de déclarer forfait à cause d'une blessure. Le mois suivant, il remporte les Jeux nationaux avec 17,23 m devant Zhu Yaming (17,23 m également) et Cao Shuo (17,22 m).
Aux championnats du monde en salle de Birmingham, le 3 mars 2018, dont il est tenant du titre, Dong Bin termine 8e de la finale avec un meilleur saut à 16,84 m.

## Palmarès
| Date | Compétition                    | Lieu           | Résultat | Marque  |
| ---- | ------------------------------ | -------------- | -------- | ------- |
| 2009 | Universiade                    | Belgrade       | 11e      | 15,26 m |
| 2010 | Championnats d'Asie en salle   | Téhéran        | 1er      | 16,73 m |
| 2011 | Championnats d'Asie            | Kōbe           | 5e       | 16,36 m |
| 2011 | Universiade                    | Shenzhen       | 8e       | 16,32 m |
| 2012 | Championnats d'Asie en salle   | Hangzhou       | 1er      | 17,01 m |
| 2012 | Championnats du monde en salle | Istanbul       | 8e       | 16,75 m |
| 2012 | Jeux olympiques                | Londres        | 9e       | 16,75 m |
| 2013 | Championnats du monde          | Moscou         | 9e       | 16,73 m |
| 2014 | Jeux asiatiques                | Incheon        | 2e       | 16,95 m |
| 2015 | Championnats d'Asie            | Wuhan          | 4e       | 16,65 m |
| 2016 | Championnats du monde en salle | Portland       | 1er      | 17,33 m |
| 2016 | Jeux olympiques                | Rio de Janeiro | 3e       | 17,58 m |
| 2018 | Championnats du monde en salle | Birmingham     | 8e       | 16,84 m |

## Records
| Épreuve     | Épreuve   | Marque       | Lieu           | Date            |
| ----------- | --------- | ------------ | -------------- | --------------- |
| Triple saut | Plein air | 17,58 m      | Rio de Janeiro | 16 août 2016    |
| Triple saut | En salle  | 17,41 m (AR) | Nankin         | 29 février 2016 |